# Recchia goiana
Recchia goiana là một loài bọ cánh cứng trong họ Cerambycidae.